# Kaufhaus des Westens
Kaufhaus des Westens, populært forkortet KaDeWe, er et tysk stormagasin i Berlin og det største[kilde mangler] på det europæiske kontinent. KaDeWe er over 60.000 m² stort, har et sortiment på over 380.000 varer og mellem 40.000 og 50.000 kunder dagligt.
Kaufhaus des Westens ligger på shoppinggaden Tauentzienstrasse mellem Wittenbergplatz og Breitscheidplatz, tæt på centrum i det tidligere Vestberlin. Teknisk set ligger Kaufhaus des Westens i den nordvestligste del af Schöneberg. 

## Historie
Butikken blev grundlagt i 1905 af Adolf Jandorf. Stormagasinet er tegnet af Emil Schaudt. Butikken åbnede 27. marts 1907 med et salgsareal på 24.000 m². Ejerskabet overgik til Herman Tietz i 1927. Han moderniserede og udvidede butikken, men en planlagt udvidelse med to nye etager blev bremset af nazisternes magtovertagelse i 1930'ernes Tyskland. Størstedelen af bygningen blev ødelagt af bomber under 2. verdenskrig, og KaDeWe måtte lukke. 
I 1950 genåbnede de første to etager og i 1956 de øvrige fem. KaDeWe blev hurtigt et symbol på såvel det økonomiske boom, som Vesttyskland oplevede efter krigen som på det vestlige Berlins materielle rigdom. I årene 1976-1979 blev stormagasinet atter udvidet; til 44.000 m². Seneste udvidelse fandt sted i 1996, hvor der bl.a. blev etableret en restaurant på øverste etage. KaDeWe har siden 1994 været ejet af KarstadtQuelle, der også driver andre stormagasiner i Berlin. 